# Prodasineura odoneli
Prodasineura odoneli – gatunek ważki z rodziny pióronogowatych (Platycnemididae). Występuje w Azji Południowej – w Bengalu Zachodnim (północno-wschodnie Indie), Bangladeszu i Nepalu.